# (227770) Wischnewski
(227770) Wischnewski est un astéroïde de la ceinture principale.

## Description
(227770) Wischnewski est un astéroïde de la ceinture principale. Il fut découvert le 30 octobre 2006 à Altschwendt par Wolfgang Ries. Il présente une orbite caractérisée par un demi-grand axe de 2,20 UA, une excentricité de 0,14 et une inclinaison de 4,3° par rapport à l'écliptique.

## Compléments